# Menen
Menen (Frans: Menin) is een stad in de Belgische provincie West-Vlaanderen. De stad telt ruim 34.000 inwoners. In de streek zelf wordt de stad Mjinde genoemd, in de rest van de provincie wordt de naam Mjeenn gebruikt.

## Geschiedenis

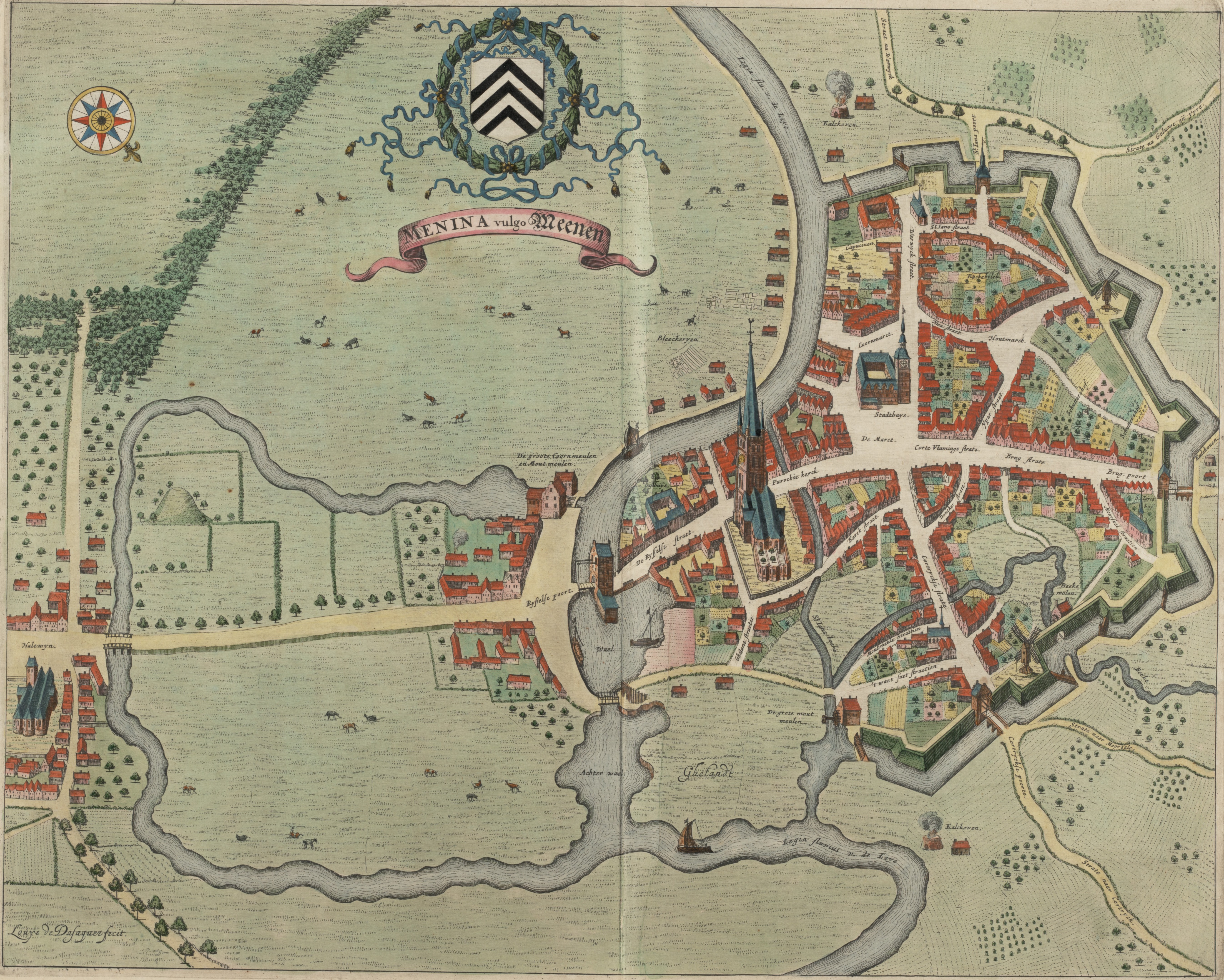
Menen in de eerste helft van de 17e eeuw (afbeelding uit Flandria Illustrata - 1641)

In het gebied zijn vondsten uit het laatpaleolithicum en uit het neolithicum bekend. Ook uit de Romeinse tijd zijn dakpannen en potscherven gevonden, en ook sporen van een kleine Gallo-Romeinse nederzetting uit het 3e kwart van de 1e eeuw n.Chr.
De stad is ontstaan aan een doorwaadbare plaats in de Leie, op de handelsweg Torhout-Rijsel. De oudste naamsvermelding stamt uit 1087, toen het patronaatsrecht van de kerk van Menen werd toegekend aan de Abdij van Hasnon. In 1193 kwamen ze aan Arnulf en Mathilde van Menen, die de heerlijkheid Menen in bezit hadden. De familie heerste tot 1288. Toen ontnam graaf Gwijde van Dampierre de heerlijke rechten en viel Menen rechtstreeks onder de graaf. Het beheer kwam nu aan een baljuw. Nabij de Sint-Vedastuskerk was waarschijnlijk de burcht van de heren.
In 1351 verleende graaf Lodewijk van Male stadsrechten aan Menen. Menen werd stapelplaats voor wollen garens en verkreeg ook marktrechten. De Leie speelde een belangrijke rol in de ontwikkeling tot een belangrijk centrum van lakennijverheid. In de 16e eeuw was de stad beroemd om zijn bier en telde toen 104 meester-brouwers. De stapelplaats verhuisde in 1353 naar Moorsele, waar veel spinsters werkten.
In 1488 vonden plunderingen plaats door troepen van Frederik III, naar aanleiding van de Vlaamse Opstand tegen Maximiliaan. In 1548 werd een groot deel van de stad door brand verwoest, waarbij ongeveer 570 van de 700 huizen verwoest werden. Hierna vonden vele uitbreidingen plaats en de stichting van nieuwe gebouwen.
Als grensstad werd Menen al vroeg versterkt. De eerste omwallingen dateren uit 1578, nog tijdens de aanleg ervan werd Menen ingenomen door Malcontenten. In 1579 werd de stad door Schotse troepen op de Spaansgezinden heroverd en in 1582 kwam de stad, door Alexander Farnese, definitief in Spaanse handen. Tussen 1579 en 1830 werd Menen tweeëntwintig maal belegerd. De belegeringen drukten zwaar op de welvaart van de stad, de bevolking was sinds 1578 massaal vertrokken naar Haarlem, de weefindustrie zou de komende tien jaren zelfs halveren.
Vanaf 1635 was Frankrijk in oorlog met Spanje. Menen werd in 1645 door Frankrijk veroverd en geplunderd, in 1658 kwam Menen weer in Spaanse handen. De vestingen werden geslecht, maar in 1678 kwam Menen weer bij Frankrijk krachtens het Verdrag van Nijmegen.
Tussen 1679 en 1689 werd de stad versterkt door Vauban. Tijdens de Spaanse Successieoorlog werd Menen opnieuw belegerd, nu door de troepen van Marlborough. In 1706 capituleerde Menen en werden de Franse legers verdreven. In 1713 kwam Menen aan de Oostenrijkse Nederlanden.
Tijdens de Oostenrijkse Successieoorlog voerde Frankrijk oorlog met Oostenrijk en in 1744 werd Menen beschoten en ingenomen door de troepen van Lodewijk XV. Het Hollandse garnizoen, dat daar vanwege het Barrièretraktaat aanwezig was, moest vertrekken. De Fransen vernietigden de meeste vestingwerken die ze zelf ooit hadden gebouwd. Krachtens de Vrede van Aken werd Menen weer Oostenrijks.
In 1792 werd Menen opnieuw door de Fransen ingenomen, in 1793 gevolgd door Oostenrijkers, Hollanders, Fransen en opnieuw Oostenrijkers. In 1794 werd Menen opnieuw vanuit Halluin door de Fransen gebombardeerd, wat tot grote schade leidde, en op 30 april van dat jaar kwam de stad in Franse handen. Dit duurde tot 1814, toen werd het onderdeel van het Koninkrijk der Nederlanden. Opnieuw werd Menen een vestingstad tegen Frankrijk gericht. In 1830 kwam Menen aan de nieuwe staat België, maar de vestingbouw ging door tot 1840. Vanaf 1852 werden de vestingen gedeeltelijk geslecht en de militaire gronden verkocht.
In 1853 kwam, op initiatief van de Société des chemins de fer de la Flandre-Occidentale, Spoorlijn 69 tot stand die Menen met onder meer Kortrijk en Ieper verbond. In 1879 volgde een spoorlijn naar Tourcoing.
In 1846 werd de steenweg naar Wervik in gebruik genomen en in 1869 die naar Moeskroen. Ook riolering en gasverlichting werden aangelegd. De industrie was verwaarloosbaar, de inwoners werkten in de fabrieken van Halluin, Roncq, Tourcoing en Armentières. In Menen kende men vooral de verwerking van vlas, katoen, kant en tabak. Vooral de firma van A. Plaideau, opgericht in 1815, was van belang. In de 2e helft van de 19e eeuw kwamen daarbij gas, rubber, baksteen en ijzer. Vaak stond er ook een fabriek in het naburige Halluin, om invoertarieven te ontwijken.
Op 14 oktober 1914 werd Menen door de Duitsers bezet. De oorlog leidde ertoe dat de helft van de huizen werd vernield. Na de oorlog werd in 1921-1923 de wijk Ons Dorp gebouwd. De houten noodwoningen werden uiteindelijk vervangen door huizen in de Nieuwe Tuinwijk.
In 1921 werd de Leie rechtgetrokken, waardoor schepen tot 300 ton Menen konden bereiken. De oude Leie-arm werd in 1923 gedempt. In 1971 en 1987-1988 werd de Leie geschikt gemaakt voor nog grotere schepen.

## Kernen en buurgemeenten
Naast Menen-centrum liggen binnen de gemeente ook nog de deelgemeentes Lauwe en Rekkem. In Rekkem ligt nog het dorp Paradijs (IV), dat door de A14/E17 van Rekkem gescheiden is. Binnen Menen zelf liggen in het centrum nog twee aparte wijken en parochies, namelijk De Barakken (V) en Ons Dorp (VI). Menen zelf bevindt zich grotendeels ten noorden van de Leie, Lauwe en Rekkem meer oostwaarts ten zuiden van die rivier. De bebouwing in de stadskern van Menen, meer bepaald de wijk De Barakken ten zuiden van de Leie, sluit over de Franse grens aan op die van Halluin.
| # | Naam         | Opp. (km²) | Inwoners (2020) | Inwoners per km² | NIS-code |
| - | ------------ | ---------- | --------------- | ---------------- | -------- |
| 1 | Menen (I)    | 16,55      | 20 078          | 1 213            | 34027A   |
| 2 | Lauwe (II)   | 8,70       | 8 498           | 977              | 34027B   |
| 3 | Rekkem (III) | 7,92       | 4 949           | 625              | 34027C   |

Kaart van Menen, deelgemeenten en buurgemeenten. (De gele gebieden zijn bebouwde kernen)

De gemeente Menen grenst aan de volgende dorpen:
- a. Moorsele (gemeente Wevelgem)
- b. Wevelgem (gemeente Wevelgem)
- c. Marke (stad Kortrijk)
- d. Aalbeke (stad Kortrijk)
- e. Moeskroen (stad Moeskroen; Wallonië)
- f. Neuville-en-Ferrain (Frankrijk)
- g. Halluin (Frankrijk)
- h. Wervik (stad Wervik)
- i. Geluwe (stad Wervik)

## Bezienswaardigheden
| Foto                  | Naam                       | Foto                          | Naam                                                                      |
| Stadseigendom         | Stadseigendom              | Kerken                        | Kerken                                                                    |
| --------------------- | -------------------------- | ----------------------------- | ------------------------------------------------------------------------- |
|                       | Stadhuis van Menen         |                               | Sint-Vedastuskerk                                                         |
|                       | Belfort Menen              |                               | Sint-Franciscuskerk                                                       |
|                       | CC de Stijger              |                               | Sint-Jan-Baptistkerk                                                      |
|                       | Tabaksfabriek D'heygere    |                               | Sint-Jozefskerk                                                           |
| Touristische plaatsen | Touristische plaatsen      | Begraafplaatsen en monumenten | Begraafplaatsen en monumenten                                             |
|                       | ’t Schippershof            |                               | Parkbegraafplaats                                                         |
|                       | Molen De Goede Hoop        |                               | Provinciaal Mausoleum der politieke gevangenen uit de tweede wereldoorlog |
|                       | Vestingen (Park Ter Walle) |                               | Oorlogsstandbeeld van Yvonne Serruys                                      |
|                       | Oude Sluizen               |                               | Duitse Militaire Begraafplaats                                            |

## Symbolen

### Vlag
|  | De vlag van Menen werd door de gemeenteraad op 25 april 1980 officieel vastgesteld als de gemeentelijke vlag. Op 1 oktober 1980 werd hij door het koninklijk besluit bevestigd en uiteindelijk gepubliceerd op 12 december 1980 in het officiële Belgisch Staatsblad. Vlag: Twee even lange banen van rood en van wit, met in de broektop drie gele vijfpuntige sterren, geplaatst 2 en 1. |

### Wapen
|  | Het wapen van Menen werd verleend aan de stad op 30 mei 1953 en op 1 oktober 1980 enigszins is gewijzigd. Het oorspronkelijke wapen is haar op 14 april 1824 verleend en op 7 april 1838 bevestigd. Destijds waren de punthaken zwart in plaats van rood. Ze zijn geïnspireerd op de wapenschilden van de heren van Menen uit de 13e eeuw. Ze worden al eeuwenlang door de stad gebruikt en stonden al vanaf de 16e eeuw op het stadszegel. Ze zijn sindsdien nooit meer veranderd, maar werden in 1824 in de verkeerde kleuren toegekend, in plaats van rood was dit zwart. Dit werd in 1953 gecorrigeerd en terugveranderd naar rood. In 1980 werd de kroon veranderd in een stadskroon. Wapen: In zilver drie kepers van keel. Het schild getopt met een stedenkroon met vijf torens van goud |

## Natuur en landschap
Menen, gelegen in West-Vlaanderen (België) aan de grens met Frankrijk (Halluin), wordt gekenmerkt door een afwisselend landschap van landbouwgebied, kleine bosjes en rivieroevers. De Leie stroomt door de stad en zorgt voor groene zones langs het water, waar recreatie en natuurbeleving centraal staan. De hoogte van de stad varieert tussen 17 en 20 meter boven zeeniveau. Het gebied rond Menen is overwegend vlak met vruchtbare gronden (Zandlemig Vlaanderen) , wat ideaal is voor de landbouw. Daarnaast zijn er enkele beschermde natuurgebieden en parken die zorgen voor biodiversiteit en rustpunten in de stad. Zo biedt Menen een aangename mix van stad en natuur, met aandacht voor zowel cultuurhistorie als het behoud van het landschap.

## Evenementen

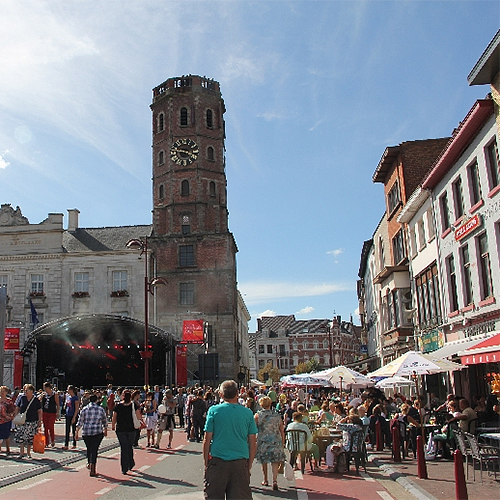
Foto wieltjesfeesten in Menen

De stad Menen heeft een rijk aanbod aan evenementen die het hele jaar door plaatsvinden en jong en oud aanspreken. Van culturele festivals tot sportieve uitdagingen en gezellige markten, er is altijd iets te beleven.

### Wieltjesfeesten
De Wieltjesfeesten in Menen zijn een jaarlijkse traditie die begin september duizenden bezoekers naar het stadscentrum lokt. Wat ooit begon als een lokale kermis en sportmanifestatie is intussen uitgegroeid tot een bruisend stadsfestival met muziekoptredens, animatie, sport, braderie en cultuur.
Tijdens drie feestelijke dagen wordt het hart van Menen omgetoverd tot een levendige ontmoetingsplek voor jong en oud. Op vrijdag wordt traditioneel de Wieltjesambassadeur aangesteld, gevolgd door muziek en sfeer. Zaterdag staat in het teken van braderie, straatanimatie en optredens van bekende artiesten. Op zondag zorgen onder andere de Wieltjeskoers, een petanquetoernooi en modeshows voor een sportieve en stijlvolle afsluiter.
De toegang tot het evenement is gratis, en het programma wordt elk jaar zorgvuldig samengesteld door de stad in samenwerking met lokale verenigingen en handelaars. De Wieltjesfeesten zijn uitgegroeid tot een vaste waarde in het culturele leven van Menen en blijven trouw aan hun originele opzet: mensen samenbrengen in een feestelijke, toegankelijke sfeer.

### Grensrock
Grensrock is een geliefd tweedaags rockfestival in Menen. Het festival ontstond in 1987 als een kleinschalig initiatief van een groep muziekliefhebbers die livemuziek wilden brengen naar hun stad. Grensrock vindt elk jaar plaats op de laatste vrijdag en zaterdag van juni in het Park Ter Walle in Menen. Er treden voornamelijk Belgische artiesten op. 
Naast de muziek is Grensrock ook een ontmoetingsplek waar mensen samenkomen om te genieten van de zomer, lekker eten en een ontspannende sfeer. Door de jaren heen is het festival trouw gebleven aan zijn non-profitkarakter en blijft het volledig gratis toegankelijk, gedragen door vrijwilligers en lokale steun.

### Grensloop
De Grensloop is een jaarlijks loopevenement in Menen dat sport, plezier en gemeenschapszin combineert. Sinds de eerste editie in 2014 is het uitgegroeid tot een vaste waarde op de lokale sportkalender. 
Het evenement biedt verschillende afstanden: 5 km, 10 km en diverse kidsruns, waardoor het toegankelijk is voor zowel recreatieve als competitieve lopers van alle leeftijden. In 2025 werd het parcours vernieuwd met een omgekeerde looprichting, wat zorgde voor een vlottere start en minder opstoppingen
De 11e editie vond plaats op vrijdag 16 mei 2025 en trok een recordaantal van 1.700 deelnemers, waarmee het vorige record uit 2019 werd gebroken.
Met zijn combinatie van sportieve uitdaging en gezellige sfeer is de Grensloop een evenement dat jaarlijks vele lopers en toeschouwers samenbrengt in het hart van Menen.

### Andere evenementen
Naast de bekende evenementen zoals de Wieltjesfeesten, Grensrock en Grensloop, organiseert Menen nog tal van andere evenementen die de stad het hele jaar door tot een bruisende plek maken.

## Politiek

### Structuur
| Menen            | Menen            | Supranationaal         | Nationaal                         | Nationaal                         | Gemeenschap               | Gewest                    | Provincie                 | Arrondissement  | Provinciedistrict | Kanton          | Gemeente        |
| ---------------- | ---------------- | ---------------------- | --------------------------------- | --------------------------------- | ------------------------- | ------------------------- | ------------------------- | --------------- | ----------------- | --------------- | --------------- |
| Administratief   | Niveau           | Europese Unie          | België                            | België                            | Vlaanderen                | Vlaanderen                | West-Vlaanderen           | Kortrijk        | Kortrijk          | Kortrijk        | Menen           |
| Administratief   | Bestuur          | Europese Commissie     | Belgische regering                | Belgische regering                | Vlaamse regering          | Vlaamse regering          | Deputatie                 | Deputatie       | Deputatie         | Deputatie       | Gemeentebestuur |
| Administratief   | Raad             | Europees Parlement     | Kamer van volksvertegenwoordigers | Kamer van volksvertegenwoordigers | Vlaams Parlement          | Vlaams Parlement          | Provincieraad             | Provincieraad   | Provincieraad     | Provincieraad   | Gemeenteraad    |
| Kiesomschrijving | Kiesomschrijving | Nederlands Kiescollege | Kieskring West-Vlaanderen         | Kieskring West-Vlaanderen         | Kieskring West-Vlaanderen | Kieskring West-Vlaanderen | Kieskring West-Vlaanderen | Kortrijk-Ieper  | Kortrijk          | Menen           | Menen           |
| Verkiezing       | Verkiezing       | Europese               | Federale                          | Federale                          | Vlaamse                   | Vlaamse                   | Provincieraads-           | Provincieraads- | Provincieraads-   | Provincieraads- | Gemeenteraads-  |

### Resultaten gemeenteraadsverkiezingen (sinds 1976)
| Partij or kartel     | Partij or kartel                                 | 10-10-1976 | 10-10-1976 | 10-10-1982 | 10-10-1982 | 9-10-1988 | 9-10-1988 | 9-10-1994 | 9-10-1994 | 8-10-2000 | 8-10-2000 | 8-10-2006 | 8-10-2006 | 14-10-2012 | 14-10-2012 | 14-10-2018 | 14-10-2018 | 13-10-2024 | 13-10-2024 |
| Stemmen / Zetels     | Stemmen / Zetels                                 | %          | 31         | %          | 31         | %         | 31        | %         | 31        | %         | 31        | %         | 31        | %          | 31         | %          | 31         | %          | 31         |
| -------------------- | ------------------------------------------------ | ---------- | ---------- | ---------- | ---------- | --------- | --------- | --------- | --------- | --------- | --------- | --------- | --------- | ---------- | ---------- | ---------- | ---------- | ---------- | ---------- |
|                      | CVP1/ CD&V+N-VAA/ CD&V2                          | 38,391     | 13         | 30,181     | 10         | 28,031    | 10        | 26,211    | 9         | 24,111    | 8         | 21,99A    | 7         | 23,862     | 8          | 29,42      | 10         | 20,82      | 7          |
|                      | VU1/ CD&V+N-VAA/ N-VA2                           | 14,831     | 4          | 16,041     | 5          | 10,191    | 2         | -         |           | -         |           | 21,99A    | 7         | 17,252     | 6          | 12,62      | 4          | 22,12      | 7          |
|                      | PVV1/ VLD2/ Open Vld3/ Voor 8930D                | 10,591     | 3          | 13,761     | 4          | 17,051    | 5         | 17,72     | 6         | 22,242    | 7         | 19,082    | 6         | 16,013     | 5          | 18,13      | 6          | 32,0D      | 11         |
|                      | SP1/ sp.a-SpiritB/ sp.a-GroenC/sp.a2/ Voor 8930D | 33,851     | 11         | 33,811     | 12         | 37,981    | 13        | 31,151    | 11        | 32,951    | 12        | 32,24B    | 12        | 24,26C     | 8          | 17,22      | 6          | 32,0D      | 11         |
|                      | AGALEV1/ Groen!2/ sp.a-GroenC/ Groen3            | -          |            | -          |            | 5,981     | 1         | 6,081     | 1         | -         |           | 4,822     | 0         | 24,26C     | 8          | 9,23       | 2          | 6,83       | 1          |
|                      | Vlaams Blok1/ Vlaams Belang2                     | -          |            | -          |            | -         |           | 5,481     | 1         | 7,531     | 2         | 12,512    | 4         | 5,922      | 1          | 10,22      | 3          | 16,92      | 5          |
|                      | PVDA1/ KP-PVDA2                                  | 0,771      | 0          | 0,621      | 0          | 0,762     | 0         | 0,991     | 0         | -         |           | -         |           | -          |            | 3,21       | 0          | -          |            |
|                      | Open Stad Menen                                  | -          |            | -          |            | -         |           | -         |           | -         |           | -         |           | 7,37       | 2          | -          |            | -          |            |
|                      | NIEUW                                            | -          |            | -          |            | -         |           | -         |           | -         |           | 9,37      | 2         | 5,33       | 1          | -          |            | -          |            |
|                      | VIA                                              | -          |            | -          |            | -         |           | -         |           | 5,37      | 1         | -         |           | -          |            | -          |            | -          |            |
|                      | GEBE                                             | -          |            | -          |            | -         |           | 11,57     | 3         | 5,28      | 1         | -         |           | -          |            | -          |            | -          |            |
| Anderen(*)           | Anderen(*)                                       | 1,57       | 0          | 5,59       | 0          | -         |           | 0,82      | 0         | 2,51      | 0         | -         |           | -          |            | -          |            | 1,4        | 0          |
| Totaal stemmen       | Totaal stemmen                                   | 23750      | 23750      | 23079      | 23079      | 23009     | 23009     | 22605     | 22605     | 22327     | 22327     | 22918     | 22918     | 22314      | 22314      | 22326      | 22326      | 13261      | 13261      |
| Opkomst %            | Opkomst %                                        |            |            |            |            | 94,26     | 94,26     | 93,12     | 93,12     | 92,62     | 92,62     | 94,08     | 94,08     | 91,94      | 91,94      | 93,4       | 93,4       | 56,0       | 56,0       |
| Blanco en ongeldig % | Blanco en ongeldig %                             | 5,2        | 5,2        | 5,91       | 5,91       | 6,08      | 6,08      | 6,79      | 6,79      | 6,29      | 6,29      | 5,62      | 5,62      | 6,59       | 6,59       | 6,2        | 6,2        | 2,5        | 2,5        |

De zetels van de gevormde meerderheid staan vetjes afgedrukt. De grootste partij is in kleur.

De rode cijfers naast de gegevens duiden aan onder welke naam de partijen telkens bij een verkiezing opkwamen.

(*) 1976: KPB (1,57%) / 1982: KPB (0,92%), KF (4,67%) / 1994: WIEB (0,82%) / 2000: JONK (2,51%) / 2024: Stadslijst 8930 (1,4%)

### Burgemeesters van Menen
| Naam Burgemeester              | Politieke partij                               | ambtstermijn(en)    |
| ------------------------------ | ---------------------------------------------- | ------------------- |
| August Debunne                 | Belgische Werkliedenpartij (BWP)               | 1921-1938           |
| Armand Deweerd                 | Liberale Partij (LP)                           | 1939-1942 1944-1946 |
| René Gombert                   | Liberale Partij (LP)                           | 1947-1964           |
| Paul Isebaert                  | Socialistische Partij (SP)                     | 1964-1982           |
| Fernand Dehaene                | Partij voor Vrijheid en Vooruitgang (PVV)      | 1983-1989           |
| Gilbert Bossuyt                | Socialistische Partij (SP)                     | 1989-1994           |
| Jean Libbrecht                 | Vlaams Liberalen en Democraten (VLD)           | 1995-2000           |
| Gilbert Bossuyt                | Socialistische Partij Anders (SP.A)            | 2001-2012           |
| Karl Debuck (Waarnemend Burg.) | Socialistische Partij Anders (SP.A)            | 2003-2004           |
| Martine Fournier               | Christen Democratisch en Vlaams (CD&V)         | 2013-2018           |
| Eddy Lust                      | Open Vlaams Liberalen en Democraten (Open VLD) | 2019-heden          |

### Schepencollege (2025)
| Naam Schepen en Burgemeester | Politieke partij | Functie                                            | Bevoegdheden                                                                                        |
| ---------------------------- | ---------------- | -------------------------------------------------- | --------------------------------------------------------------------------------------------------- |
| Eddy Lust                    | Voor 8930        | Burgemeester van de Stad Menen                     | Veiligheid, communicatie en externe betrekkingen.                                                   |
| Caroline Bonte-Vanraes       | CD&V             | Schepen van Cultuur                                | bibliotheken, kerkfabrieken, senioren, landbouw, netheid en groenonderhoud                          |
| Kasper Vandecasteele         | Voor 8930        | Schapen van Beleving en participatie               | jeugd, sport, evenementen, (kunst)onderwijs en burgerlijke stand                                    |
| Patrick Roose                | Voor 8930        | Schepen van infrastructuur                         | openbare werken, mobiliteit, klimaat, milieu en ICT                                                 |
| Mieke Syssauw                | Voor 8930        | Schapen van omgeving en ondernemen                 | vergunningen, Leiewerken en juridische zaken                                                        |
| Renaat Vandenbulcke          | Voor 8930        | Schepen van wonen en zorg                          | woon- en thuiszorg, huisvesting, patrimonium, erfgoed en AGB                                        |
| Peggy Coeman-Maerten         | CD&V             | Schepen van financien                              | toerisme, toegankelijkheid, ontwikkelingssamenwerking en dierenwelzijn                              |
| Angelique Declerq            | Voor 8930        | Voorzitter bijzonder comité voor de sociale dienst | personeel, armoedebestrijding, sociale economie, flankerend onderwijs, integratie en gelijke kansen |

## Demografische evolutie

### Demografische ontwikkeling voor de fusie
Bron:NIS - Opm:1831 t/m 1970=volkstellingen; 1976= inwoneraantal per 31 december

### Demografische ontwikkeling van de fusiegemeente
Alle historische gegevens hebben betrekking op de huidige gemeente, inclusief deelgemeenten, zoals ontstaan na de fusie van 1 januari 1977.
- Bronnen:NIS, Opm:1831 tot en met 1981=volkstellingen; 1990 en later= inwonertal op 1 januari

| Inwoners van jaar tot jaar op 1 januari 1992 tot heden | Inwoners van jaar tot jaar op 1 januari 1992 tot heden | Inwoners van jaar tot jaar op 1 januari 1992 tot heden |
| jaar                                                   | Aantal                                                 | Evolutie: 1992=index 100                               |
| ------------------------------------------------------ | ------------------------------------------------------ | ------------------------------------------------------ |
| 1992                                                   | 32.649                                                 | 100,0                                                  |
| 1993                                                   | 32.534                                                 | 99,6                                                   |
| 1994                                                   | 32.422                                                 | 99,3                                                   |
| 1995                                                   | 32.408                                                 | 99,3                                                   |
| 1996                                                   | 32.388                                                 | 99,2                                                   |
| 1997                                                   | 32.201                                                 | 98,6                                                   |
| 1998                                                   | 32.281                                                 | 98,9                                                   |
| 1999                                                   | 32.155                                                 | 98,5                                                   |
| 2000                                                   | 32.028                                                 | 98,1                                                   |
| 2001                                                   | 31.918                                                 | 97,8                                                   |
| 2002                                                   | 32.156                                                 | 98,5                                                   |
| 2003                                                   | 32.080                                                 | 98,3                                                   |
| 2004                                                   | 32.141                                                 | 98,4                                                   |
| 2005                                                   | 32.325                                                 | 99,0                                                   |
| 2006                                                   | 32.413                                                 | 99,3                                                   |
| 2007                                                   | 32.439                                                 | 99,4                                                   |
| 2008                                                   | 32.466                                                 | 99,4                                                   |
| 2009                                                   | 32.610                                                 | 99,9                                                   |
| 2010                                                   | 32.530                                                 | 99,6                                                   |
| 2011                                                   | 32.731                                                 | 100,3                                                  |
| 2012                                                   | 32.683                                                 | 100,1                                                  |
| 2013                                                   | 32.707                                                 | 100,2                                                  |
| 2014                                                   | 32.964                                                 | 101,0                                                  |
| 2015                                                   | 32.905                                                 | 100,8                                                  |
| 2016                                                   | 32.877                                                 | 100,7                                                  |
| 2017                                                   | 33.112                                                 | 101,4                                                  |
| 2018                                                   | 33.190                                                 | 101,7                                                  |
| 2019                                                   | 33.385                                                 | 102,3                                                  |
| 2020                                                   | 33.540                                                 | 102,7                                                  |
| 2021                                                   | 33.708                                                 | 103,2                                                  |
| 2022                                                   | 33.982                                                 | 104,1                                                  |
| 2023                                                   | 34.322                                                 | 105,1                                                  |
| 2024                                                   | 34.417                                                 | 105,4                                                  |
| 2025                                                   | 34.585                                                 | 105,9                                                  |

## Bekende personen
- Jan Andries vander Mersch (1734-1792), generaal
- Pierre Jacques Osten (1758-1814), generaal
- Auguste Adam (1865-1940), ingenieur
- Yvonne Serruys (1873-1953), kunstenaar
- Jules Anneessens (1876-1956), orgelbouwer
- Walter Loridan (1909-1997), diplomaat
- Georges Dobbels (1910-1988), kunstenaar
- Arthur Saelens (1918-1972), politicus
- Yves Chauvin (1930-2015), hoogleraar en scheikundige
- Willy Spillebeen (1932), auteur
- Thierry Deleu (1940-2013), auteur
- Pieter Huys (1947-2009), advocaat en journalist
- Rita Ghesquiere (1947-2018), auteur jeugd- en kinderboeken
- Serge Berten (1952-1982?), pater
- Eddy Lust (1957), politicus (burgemeester van stad Menen)
- Marijke Pinoy (1958), actrice
- Martine Fournier (1965), politicus (voormalig burgemeester van stad Menen)
- Johan Tahon (1965), kunstenaar
- Ingeborg Sergeant (1966), zangeres en tv-presentatrice
- Bart Vanneste (1970), komiek
- Ingrid Seynhaeve (1973), model
- Frederik Imbo (1975), acteur
- Frederik Van Lierde (1979), triatleet
- Anushka Melkonian (1994), actrice en presentatrice
- Jamie-Lee Six (1998), actrice en presentatrice
- Cathérine Moerkerke (1977), journaliste
- David Galle (1980), komiek

## Nabijgelegen kernen
Geluwe, Wervik, Halluin, Rekkem, Lauwe, Moorsele, Dadizele